# 遠軽瀬戸瀬インターチェンジ

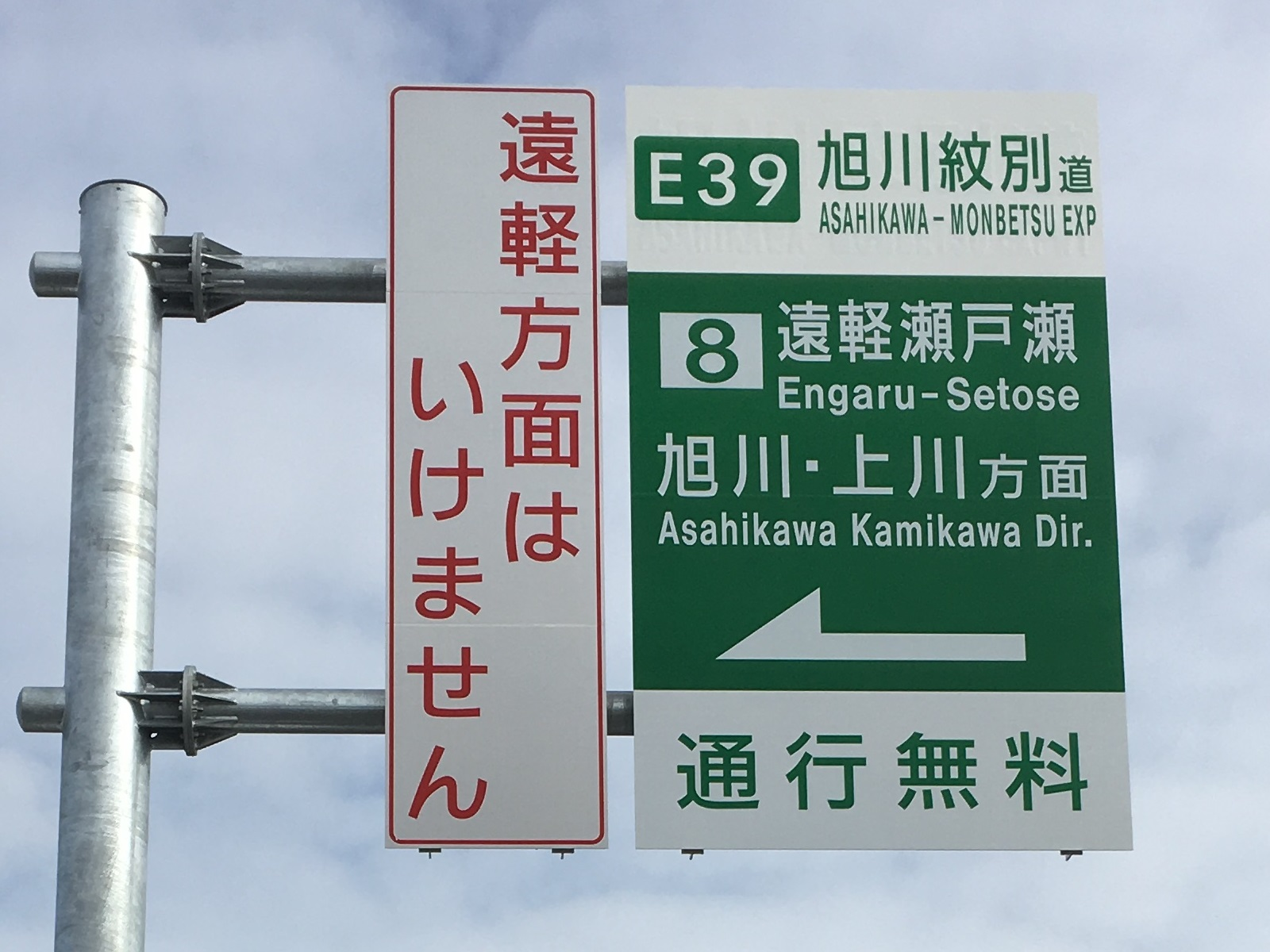
道道493号の道路標識
※現在は遠軽IC方面にも通行可能

遠軽瀬戸瀬インターチェンジ（えんがるせとせインターチェンジ）は、北海道紋別郡遠軽町瀬戸瀬東町にある旭川紋別自動車道のインターチェンジである。
北海道で最初に高速道路ナンバリング（高速道路等路線番号）標識が設置されたインターチェンジである。

## 歴史
- 2016年（平成28年）4月1日：当ICの名称を「遠軽瀬戸瀬IC」で正式決定[2]
- 2017年（平成29年）3月19日：丸瀬布IC - 遠軽瀬戸瀬IC間（丸瀬布遠軽道路）開通に伴い、供用開始[3]
- 2019年（令和元年）12月21日：遠軽瀬戸瀬IC - 遠軽IC（丸瀬布遠軽道路）間開通[4]

## 周辺
- 遠軽町立瀬戸瀬小学校
- 瀬戸瀬駅（JR北海道・石北本線）
- 湧別川ダム
- 瀬戸瀬温泉

## 接続する道路
- 直接接続
  - 北海道道493号奥瀬戸瀬瀬戸瀬停車場線
- 間接接続
  - 国道333号
  - 北海道道711号社名淵瀬戸瀬停車場線

## 隣
E39 旭川紋別自動車道（丸瀬布遠軽道路）
(7) 丸瀬布IC - (8) 遠軽瀬戸瀬IC - (9) 遠軽IC